# معبد طافا

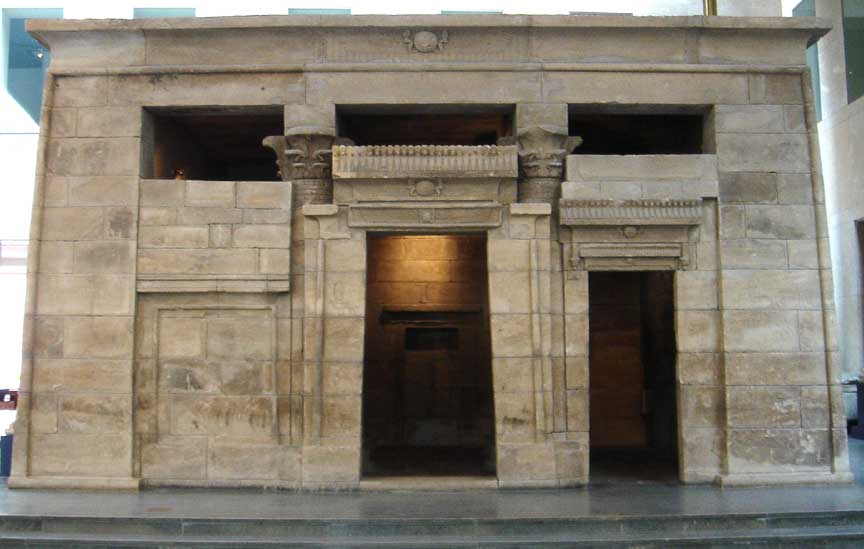
معبد طافا بمدينة ليدن

معبد طافا معبد مصري قديم، ويوجد حاليا بهولندا.

## وصف المعبد
كان معبد طافا يقع بقرية طافا (تافيس باليونانية) على بعد حوالى 48 كم جنوب أسوان وكانت المنطقة تضم معبدين قرطاسي والتي تعود أحجاره إلى القرن الماضي، والمعبد الثاني طافا كان مغمورا بالمياه، والمعبد الصغير يتكون من صرح يؤدى إلى صالة للأعمدة ثم قدس الأقداس ويؤرخ المعبد بالعصرين اليوناني والروماني.
وقد تم بناء المعبد بين العامين الأول والرابع عشر بعد الميلاد في العصر الروماني وتقريبا في ظل حكم الأمبراطور أغسطس، والمعبد مساحته ستة أمتار ونصف في ثمانية أمتار، من الجهة الأمامية للمعبد يوجد عمودان مربعان والمعبد مقام على أربعة أعمدة مربعة الشكل، وتوجد على جدرانه بعض الكتابات اليونانية وحفر للصليب الذي يرمز للديانة المسيحية.
والمعبد يتكون من 657 قطعة حجر تزن تقريبا حوالى 250 طن.

## إهداءه إلى هولندا
وقد أهدى المعبد إلى هولندا تقديراُ للجهد الذي بذلته في الحفاظ على الآثار المصرية من الغرق عند بناء السد العالي عام 1960م، ووصل المعبد إلى هولندا في عام 1971م وأعيد تركيبه في جناح خاص بمتحف الآثار بمدينة ليدن بهولندا، وتم حفظه من الجو الهولندي بصورة لا تؤثر بالسلب على أحجاره الجو